# Placas de identificação de veículos na Sérvia

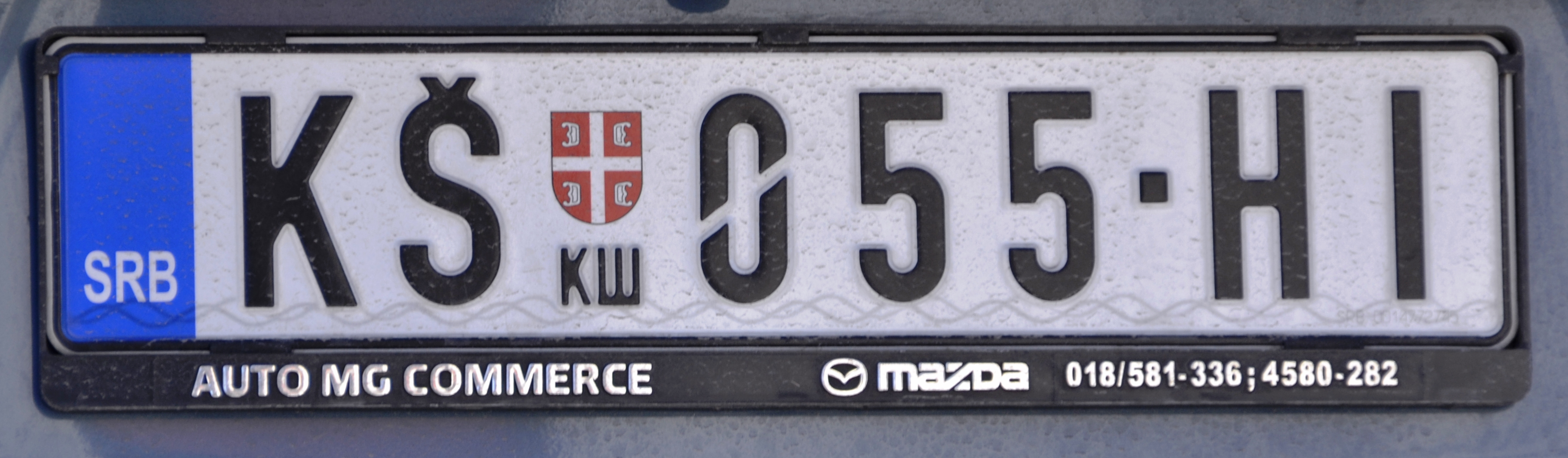
Placa sérvia, emitida a partir de 2011

As placas de identificação de veículos da Sérvia são emitidas usando um código regional de duas letras, seguido por um código de licença alfanumérico de três ou quatro dígitos e  duas letras, separados por um hífen, nos formatos BG 123-AA ou BG 1233-AA). O modelo atual foi instituído em 2011.

## Visão geral
O código regional e o código de licença são separados pelo brasão sérvio e uma combinação de letras cirílicas conforme indicado abaixo. Uma faixa azul fica ao longo da borda esquerda, como nos países da União Europeia, com o código de país ISO 3166-1 alfa-3 da Sérvia (indicativo internacional SRB). 
O código numérico da contém três dígitos (de 0 a 9), enquanto o código alfabético de duas letras é composto pela combinação de letras usando a ordem do alfabeto latino sérvio, com adição das letras X, Y e W. As dimensões padrão das placas sérvias são de 520,5 × 112,9 milímetros.   

## Placas regulares

Distribuição geográfica dos códigos das placas na Sérvia

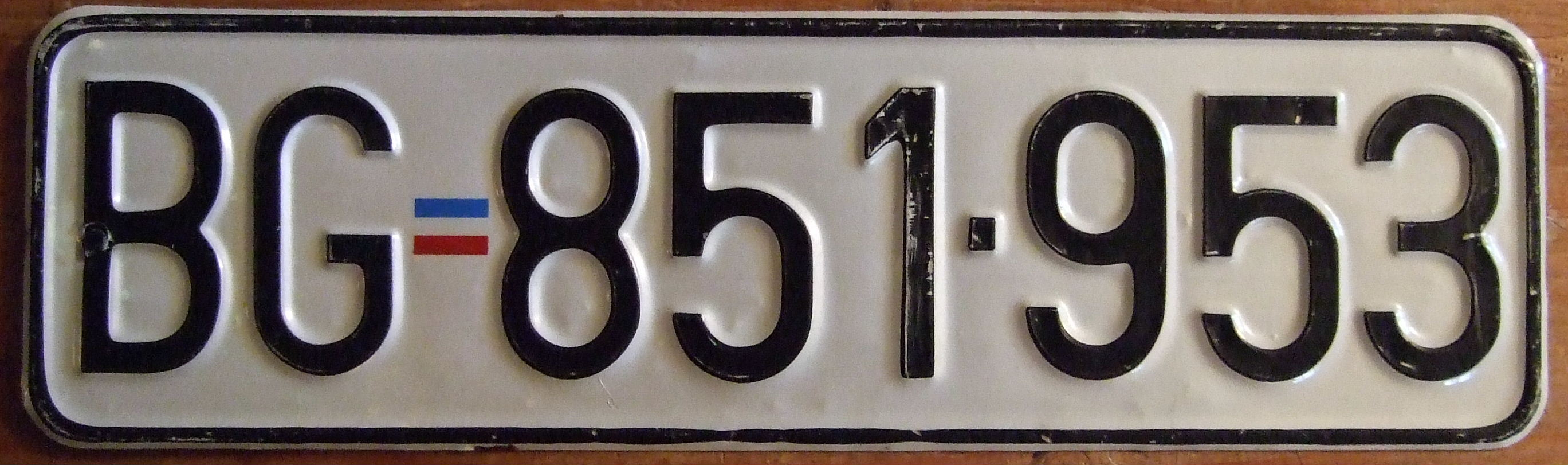
Placa antiga, emitida até 2011

A seguir, são apresentados os códigos das placas por região, conforme a ordem alfabética cirílica sérvia:
| Código | Código | Região              | Municípios abrangidos |
| Lat.   | Cir.   | Região              | Municípios abrangidos |
| ------ | ------ | ------------------- | --- |
| AL     | АЛ     | ALeksinac           | Aleksinac |
| AR     | АР     | ARanđelovac         | Aranđelovac |
| AC     | АЦ     | AleksandrovaC       | Aleksandrovac |
| BB     | ББ     | Bajina Bašta        | Bajina Bašta |
| BG     | БГ     | BelGrade            | Barajevo, Voždovac, Vračar, Grocka, Zvezdara, Zemun, Lazarevac, Mladenovac, Novi Beograd, Obrenovac, Palilula, Rakovica, Savski Venac, Sopot, Stari Grad, Surčin, Čukarica |
| BO     | БО     | BOr                 | Majdanpek, Bor |
| BP     | БП     | Bačka Palanka       | Bačka Palanka |
| BT     | БТ     | Bačka Topola        | Bačka Topola |
| BĆ     | БЋ     | BogatiĆ             | Bogatić |
| BU     | БУ     | BUjanovac           | Bujanovac |
| BČ     | БЧ     | BeČej               | Bečej |
| VA     | ВА     | VAljevo             | Lajkovac, Ljig, Mionica, Osečina, Valjevo |
| VB     | ВБ     | Vrnjačka Banja      | Vrnjačka Banja |
| VL     | ВЛ     | VLasotince          | Vlasotince |
| VP     | ВП     | Velika Plana        | Velika Plana |
| VR     | ВР     | VRanje              | Bosilegrad, Vladičin Han, Preševo, Trgovište, Vranje |
| VS     | ВС     | VrbaS               | Vrbas |
| VŠ     | ВШ     | VrŠac               | Bela Crkva, Plandište, Vršac |
| GL     | ГЛ     | GnjiLane            | Vitina, Kosovska Kamenica, Novo Brdo, Gnjilane |
| GM     | ГМ     | Gornji Milanovac    | Gornji Milanovac |
| DE     | ДЕ     | DEspotovac          | Despotovac |
| ĐA     | ЂА     | ĐAkovica            | Dečani, Đakovica |
| ZA     | ЗА     | ZAječar             | Boljevac, Sokobanja, Zaječar |
| ZR     | ЗР     | ZRenjanin           | Žitište, Novi Bečej, Nova Crnja, Sečanj, Zrenjanin |
| IN     | ИН     | INđija              | Inđija |
| IC     | ИЦ     | IvanjiCa            | Ivanjica |
| JA     | ЈА     | JAgodina            | Rekovac, Jagodina |
| KA     | КА     | KAnjiža             | Kanjiža |
| KC     | KЦ     | KoCeljeva           | Koceljeva |
| KV     | КВ     | KraljeVo            | Kraljevo |
| KG     | КГ     | KraGujevac          | Batočina, Knić, Lapovo, Rača, City of Kragujevac |
| KŽ     | КЖ     | KnjaŽevac           | Knjaževac |
| KI     | КИ     | KIkinda             | Čoka, Novi Kneževac, Kikinda |
| KL     | КЛ     | KLadovo             | Kladovo |
| KM     | КМ     | Kosovska Mitrovica  | Vučitrn, Zvečan, Zubin Potok, Leposavić, Srbica, Kosovska Mitrovica |
| KO     | КО     | KOvin               | Kovin |
| KŠ     | КШ     | KruŠevac            | Brus, Varvarin, Ćićevac, Kruševac |
| LB     | ЛБ     | LeBane              | Lebane |
| LE     | ЛЕ     | LEskovac            | Bojnik, Medveđa, Crna Trava, Leskovac |
| LO     | ЛО     | LOznica             | Krupanj, Ljubovija, Mali Zvornik, Loznica |
| LU     | ЛУ     | LUčani              | Lučani |
| NV     | НВ     | Nova Varoš          | Nova Varoš |
| NG     | НГ     | NeGotin             | Negotin |
| NI     | НИ     | NIš                 | Doljevac, Gadžin Han, Merošina, Ražanj, Svrljig, City of Niš |
| NP     | НП     | Novi Pazar          | Novi Pazar |
| NS     | НС     | Novi Sad            | Bač, Bački Petrovac, Beočin, Žabalj, Srbobran, Sremski Karlovci, Temerin, Titel, Novi Sad                                                                                  |
| PA     | ПА     | PAnčevo             | Alibunar, Kovačica, Opovo, Pančevo |
| PB     | ПБ     | PriBoj              | Priboj |
| PE     | ПЕ     | PEć                 | Istok, Klina, Peć |
| PŽ     | ПЖ     | PoŽega              | Požega |
| PZ     | ПЗ     | PriZren             | Gora, Orahovac, Suva Reka, Prizren |
| PI     | ПИ     | PIrot               | Babušnica, Bela Palanka, Dimitrovgrad, Pirot |
| PK     | ПК     | ProKuplje           | Blace, Žitorađa, Kuršumlija, Prokuplje |
| PN     | ПН     | ParaćiN             | Paraćin |
| PO     | ПО     | POžarevac           | Veliko Gradište, Golubac, Žabari, Žagubica, Kučevo, Malo Crniće, Požarevac                                                                                                 |
| PP     | ПП     | PrijePolje          | Prijepolje |
| PT     | ПТ     | PeTrovac            | Petrovac |
| RA     | РА     | RAška               | Raška |
| RU     | РУ     | RUma                | Irig, Pećinci, Ruma |
| SA     | СА     | SentA               | Ada, Senta |
| SM     | СM     | Sremska Mitrovica   | Sremska Mitrovica |
| SV     | СВ     | SVilajnac           | Svilajnac |
| SD     | СД     | SmeDerevo           | Smederevo |
| SJ     | СЈ     | SJenica             | Sjenica |
| SO     | СО     | SOmbor              | Apatin, Kula, Odžaci, Sombor |
| SP     | СП     | Smederevska Palanka | Smederevska Palanka |
| ST     | СТ     | STara Pazova        | Stara Pazova |
| SU     | СУ     | SUbotica            | Mali Iđoš, Subotica |
| SC     | СЦ     | SurduliCa           | Surdulica |
| TO     | ТО     | TOpola              | Topola |
| TS     | ТС     | TrStenik            | Trstenik |
| TT     | ТТ     | TuTin               | Tutin |
| ĆU     | ЋУ     | ĆUprija             | Ćuprija |
| UB     | УБ     | UB                  | Ub |
| UE     | УЕ     | UžicE               | Arilje, Kosjerić, Čajetina, Zlatibor, Užice |
| UR     | УР     | URoševac            | Kačanik, Uroševac, Štimlje, Štrpce |
| ČA     | ЧА     | ČAčak               | Čačak |
| ŠA     | ША     | ŠAbac               | Vladimirci, Šabac |
| ŠI     | ШИ     | ŠId                 | Šid |

## Placas especiais

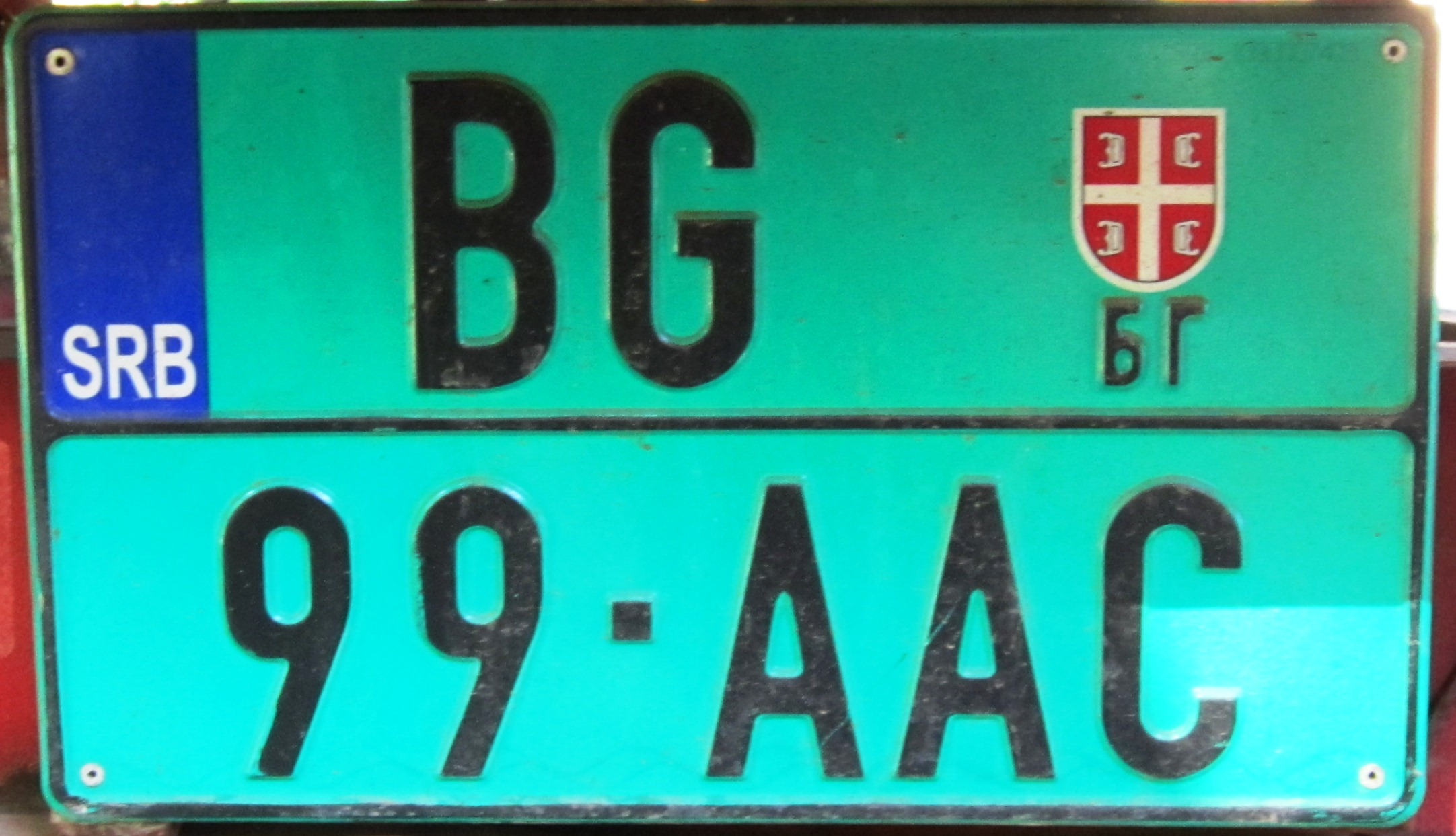
Placa para veículo agrícola

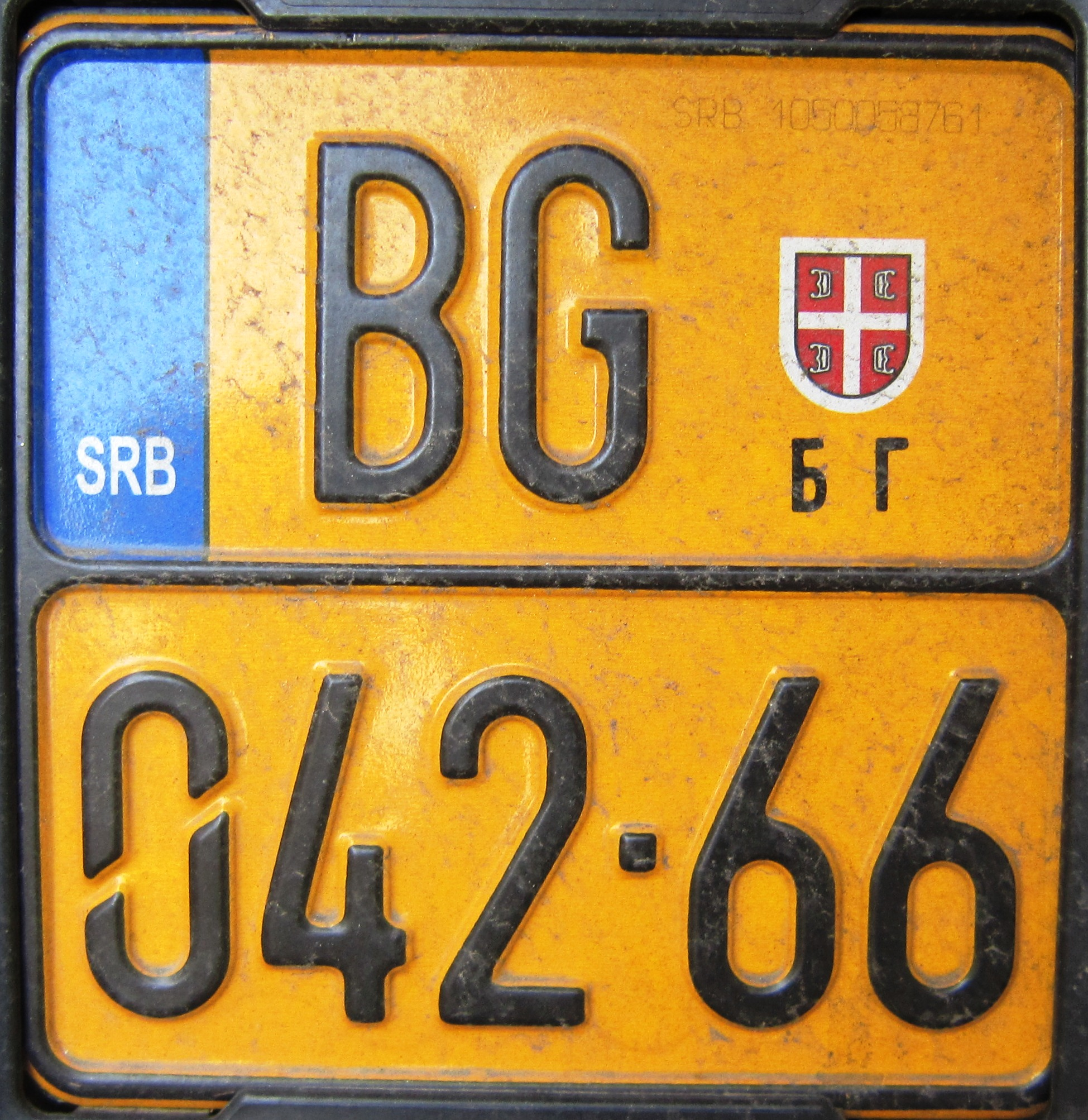
Placa para ciclomotor

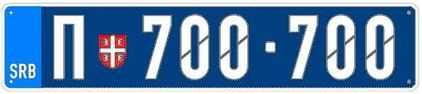
Placa para veículos da polícia e dos bombeiros

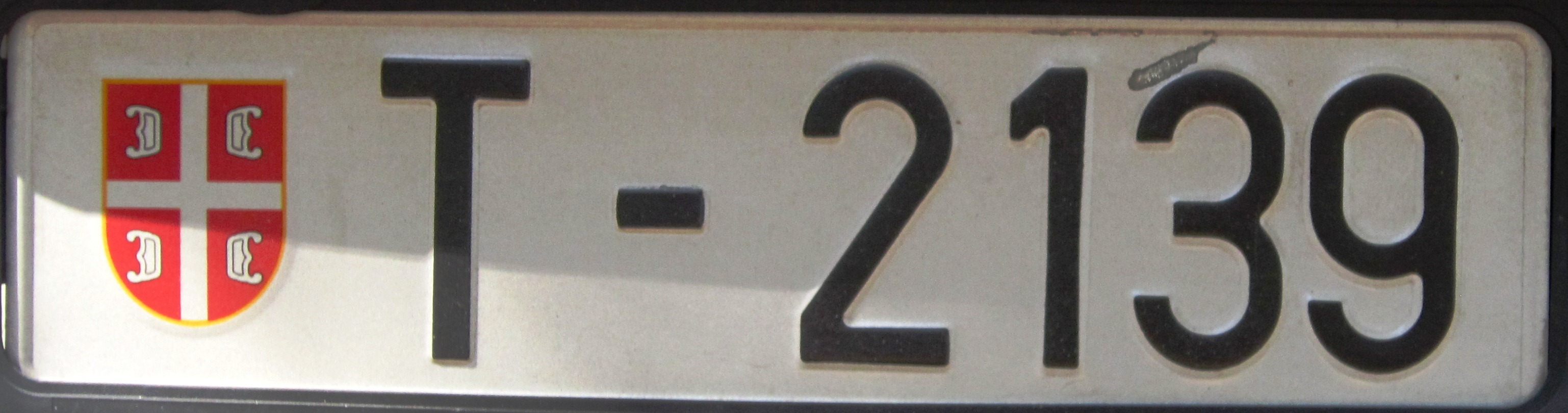
Placa militar

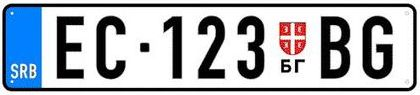
Placa para reboque

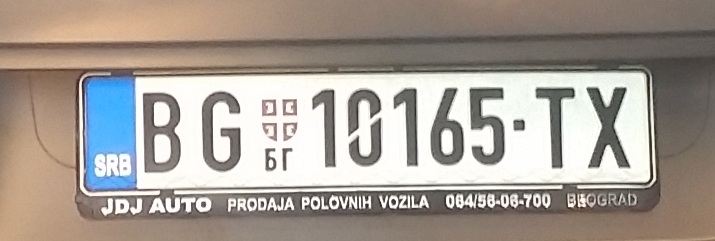
Placa de identificação de táxi

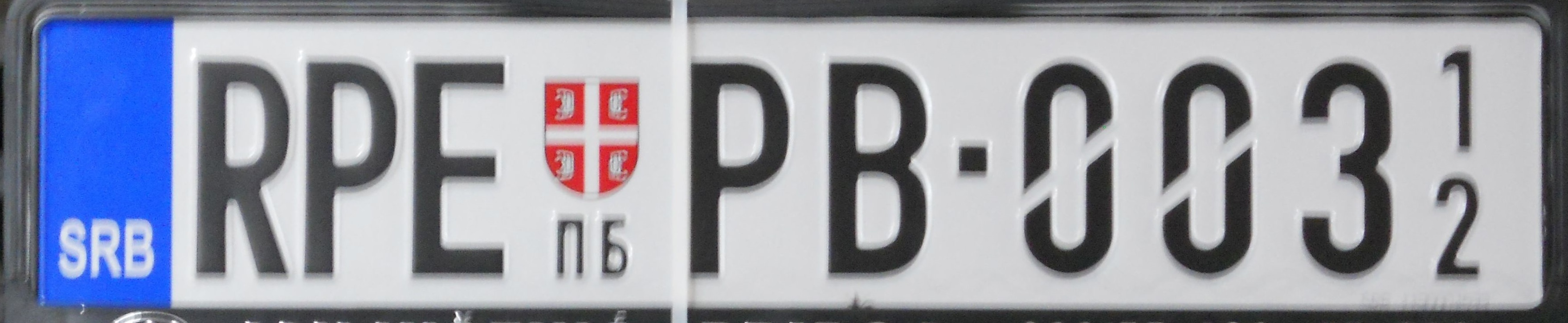
Placa temporária

Na Sérvia há várias categorias de veículos com placas especiais:
- As placas de veículos agrícolas (tais como tratores) consistem: em código regional, brasão sérvio, dois dígitos e depois três letras seriais no lado inferior, com caracteres pretos sobre fundo verde;
- Placas de ciclomotores possuem código regional de duas letras, o brasão sérvio e depois os dígitos; com caracteres pretos sobre fundo amarelo;
- As placas de reboques e semirreboques têm posição das letras e dos dígitos invertido em relação as placas regulares;
- As placas de táxis têm formato quase idêntico ao das placas regulares, com o código regional primeiro, o escudo e os números sérvios e a combinação TX;
- As placas militares têm uma letra, o emblema das forças armadas sérvias (idêntico ao brasão sérvio) e depois quatro dígitos.
- As placas de veículos da polícia e dos bombeiros têm a letra П (P em cirílico), o brasão sérvio e, em seguida, seis dígitos, com caracteres brancos sobre fundo azul.

### Placas diplomáticas

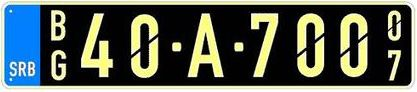
Placa diplomática (40 = Alemanha)

Os veículos utilizados por embaixadas, consulados e funcionários de representações diplomáticas estrangeiras e de organizações internacionais receberam placas com um formato distinto de dois ou três dígitos, uma letra, três dígitos, por exemplo, 12 (3) -L-456.   
| Código | Descição |
| ------ | --- |
| A      | veículo pertence a um diplomata - Ambassade |
| M      | veículo pertence a pessoal não diplomático credenciado - Missão                                                                                       |
| P      | veículo pertence a uma agência de notícias estrangeira ou a um representante cultural estrangeiro - Presse                                            |
| CMD    | placa oval adicional para veículos usados pelo chefe de uma missão diplomática - Chef de Mission Diplomatique (embaixador ou encarregado de negócios) |
| CD     | placa oval adicional para veículos utilizados por uma pessoa com status diplomático - Corps Diplomatique                                              |

Além disso, as placas possuem iniciais de duas letras em minúsculas no lado esquerdo, escritas verticalmente após a faixa azul indicando a cidade em que foram emitidas - BG indica a capital Belgrado - e dois números no lado direito indicando o ano em que são válidos (por exemplo, 12 para 2012). 
| País                 | código | País/organização | código | País/organização                             | código |
| -------------------- | ------ | ---------------- | ------ | -------------------------------------------- | ------ |
| Rússia               | 10     | Suíça            | 43     | Indonésia                                    | 89     |
| Ucrânia              | 11     | Áustria          | 44     | Síria                                        | 90     |
| Polônia              | 12     | Grécia           | 47     | Líbano                                       | 91     |
| Hungria              | 14     | Turquia          | 48     | Tunísia                                      | 92     |
| Romania              | 15     | Eslovênia        | 50     | Marrocos                                     | 93     |
| Bulgária             | 16     | Guiné            | 51     | Gana                                         | 94     |
| Albânia              | 17     | Paquistão        | 53     | Iraque                                       | 98     |
| República Tcheca     | 18     | Sri Lanka        | 54     | República Democrática do Congo               | 99     |
| Macedônia do Norte   | 19     | Belarus          | 55     | União Europeia                               | 101    |
| Israel               | 20     | Nigéria          | 62     | UNWFP                                        | 102    |
| Angola               | 21     | Canadá           | 63     | ECPD                                         | 104    |
| Eslováquia           | 22     | Argentina        | 64     | EAR                                          | 105    |
| Bósnia e Herzegovina | 23     | Brasil           | 65     | SEED                                         | 105    |
| Croatia              | 24     | México           | 66     | OSCE                                         | 111    |
| Palestina            | 25     | UNDP             | 70     | ICRC                                         | 118    |
| Portugal             | 26     | UNICEF           | 70     | IOM                                          | 119    |
| Chipre               | 29     | Equador          | 71     | IFRC                                         | 120    |
| Reino Unido          | 30     | Cuba             | 72     | ICTY                                         | 121    |
| Coreia do Sul        | 31     | Peru             | 76     | Nações Unidas                                | 121    |
| Finlândia            | 32     | UNHCR            | 77     | UNHCR                                        | 123    |
| Suécia               | 33     | Austrália        | 78     | EBRD                                         | 125    |
| Noruega              | 34     | Líbia            | 79     | Conselho da Europa                           | 127    |
| Dinamarca            | 35     | Argélia          | 80     | IFC                                          | 128    |
| Países Baixos        | 36     | Egypt            | 81     | Banco Mundial                                | 129    |
| Bélgica              | 37     | Zimbabwe         | 82     | Escritório de Alfândega e Assistência Fiscal | 130    |
| Espanha              | 38     | Irã              | 83     | Escritório das Nações Unidas                 | 136    |
| França               | 39     | Índia            | 84     | Malásia                                      | 137    |
| Alemanha             | 40     | Birmânia         | 85     | ICMP                                         | 138    |
| Itália               | 41     | Japão            | 86     | Montenegro                                   | 141    |
| Cidade do Vaticano   | 42     | China            | 88     | USA                                          | 144    |